# Pomovaara
Pomovaara är en kulle i Finland.   Den ligger i den ekonomiska regionen Norra Lappland och landskapet Lappland, i den norra delen av landet, 900 km norr om huvudstaden Helsingfors. Toppen på Pomovaara är 422 meter över havet. Pomovaara ingår i Siiselät.
Terrängen runt Pomovaara är huvudsakligen platt.  Trakten runt Pomovaara är nära nog obefolkad, med mindre än två invånare per kvadratkilometer. Det finns inga samhällen i närheten. 